# Hutspot

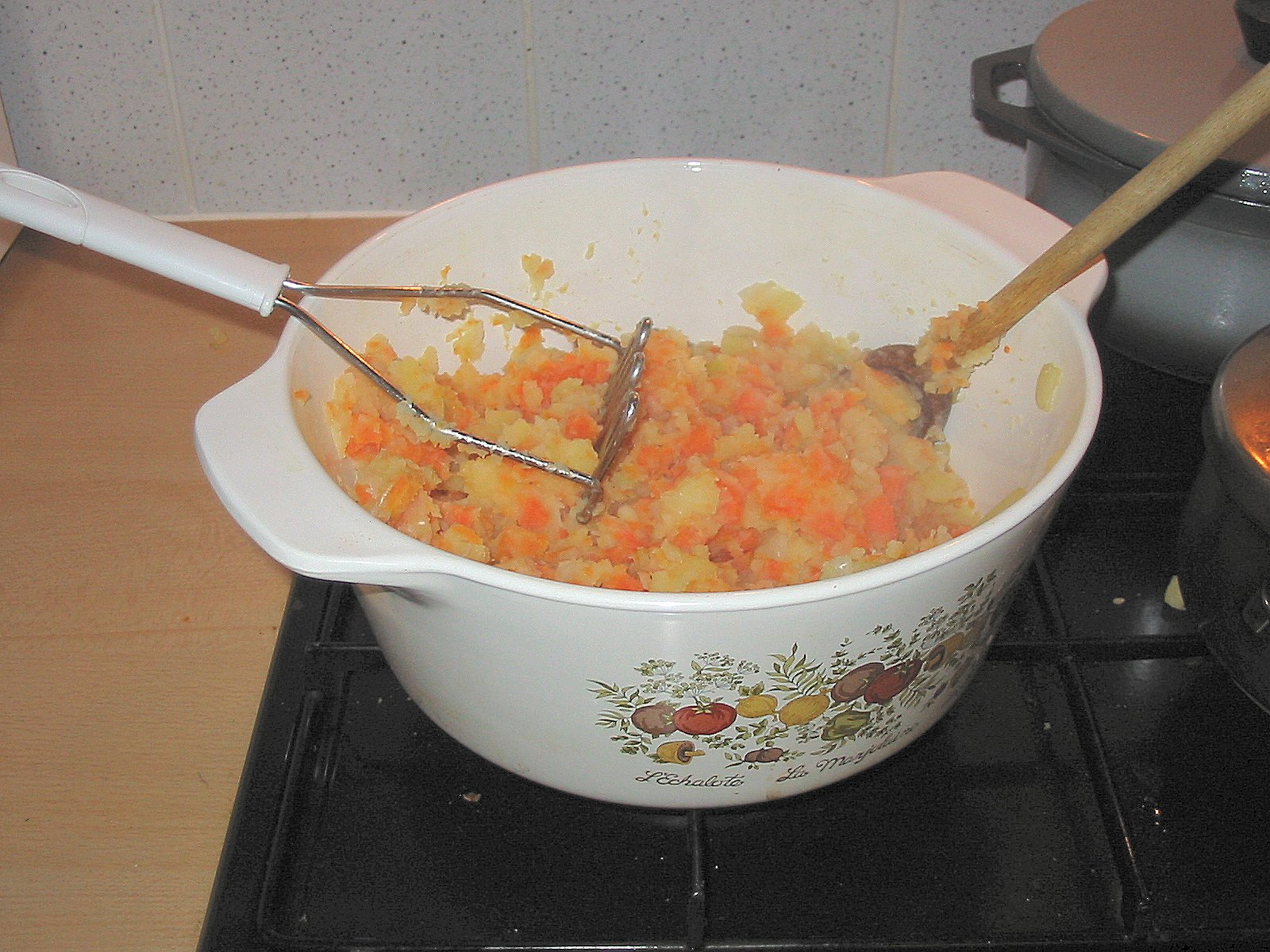
Préparation du hutspot.

Le hutspot est un mets à base de purée de pomme de terre, de carottes et d'oignons qui a une longue histoire dans la cuisine néerlandaise traditionnelle.

## Histoire
Selon la légende, la recette est issue des pommes de terre cuites abandonnées par les soldats espagnols qui ont déguerpi en hâte lors du siège de Leyde en 1574, pendant la Guerre de Quatre-Vingts Ans, quand les libérateurs ont creusé des brèches dans les digues protégeant des polders qui entouraient la ville. Cela entraîna l'inondation de tous les champs autour de la ville par environ 30 centimètres d'eau. Comme il n'y avait pratiquement pas de points hauts, les soldats espagnols qui campaient dans les champs furent pour l'essentiel, balayés.
L'anniversaire de cet événement, connu sous le nom de Leidens Ontzet, est encore célébré chaque année, le 3 octobre, à Leyde ainsi que par les Néerlandais expatriés dans le monde.
Traditionnellement, la célébration s'accompagne de la consommation de hutspot met klapstuk/stooflap (hutspot accompagné de plat de côtes).

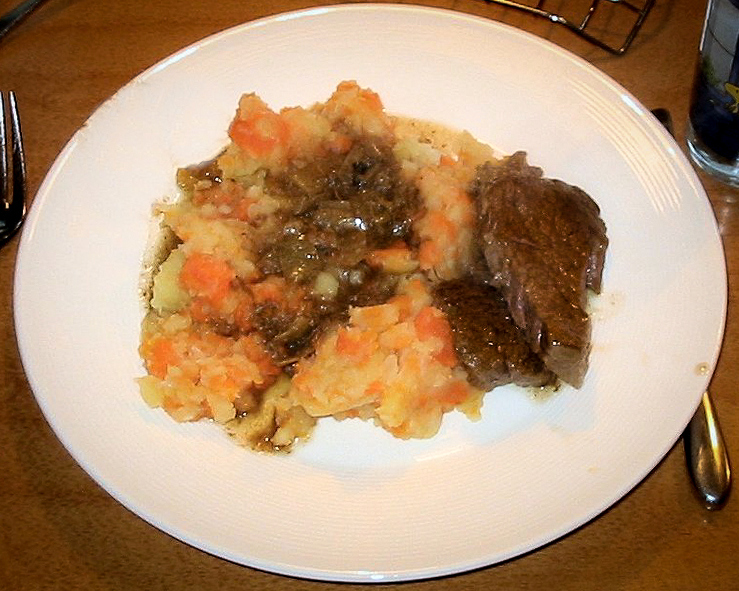
Hutspot avec stooflap.

La première attestation de la pomme de terre en Europe, dans un texte du conquistador espagnol Juan de Castellanos, remonte seulement à 1537, et sa diffusion à travers l'Europe a été très lente à partir de cette époque. Aussi, il est probable que la légende originale devait se référer à un autre légume, que les Néerlandais appellent « pastinaak », qui est le panais. Ce légume a joué dans la cuisine néerlandaise un rôle similaire à celui de la pomme de terre avant que cette dernière devienne un aliment de base.

## Plats similaires
Les plats néerlandais à base de purée de pomme de terre, comme le stamppot comprennent divers ingrédients tels que boerenkool (littéralement « chou paysan », le chou frisé en français ; andijvie (chicorée scarole) ; spruitjes (choux de Bruxelles) ou zuurkool (choucroute), généralement accompagnés de rookworst (saucisse fumée) ou lardons fumés. La texture de ce mets, qui rappelle la texture de l'écrasé de pommes de terre, le distingue des autres plats à base de purée de pomme de terre plus lisse. Constituant un plat complet, le hutspot est très populaire pendant le long hiver néerlandais.
En Suède, le rotmos (« purée de racines ») est un plat très similaire, les oignons étant remplacés par des rutabagas.